# Austrochilus forsteri
Austrochilus forsteri is een spinnensoort uit de familie Austrochilidae. De soort komt voor in Chili.